# Porto Firme
Porto Firme é um município brasileiro do estado de Minas Gerais com população recenseada em 10 569 habitantes em 2022.

## História
Porto Firme tem sua origem no povoado de Tapera, que foi fundado no final do século XVII pelo desbravador paulista João Siqueira Afonso, que buscava ouro quando se estabeleceu na região banhada pelo rio Piranga. A notícia da descoberta do metal atraiu outros homens, que construíram suas casas no local.
Quando o ouro começou a ficar mais escasso, parte dos habitantes daquela região foram embora, em busca de terras mais prósperas de ouro, e parte ficou, se dedicando a agricultura e a pecuária.
O povoado que ali cresceu foi elevado a paróquia em 1877, recebendo o nome de Nossa Senhora do Porto Seguro. Em 1943, devido a constantes desvios postais para a cidade baiana de Porto Seguro, a cidade passou a ser chamada de Porto Firme. Dez anos mais tarde a localidade foi emancipada, separando-se de Piranga. Juridicamente a região ainda é subordinada a Comarca de Piranga.

## Demografia
A população de Porto Firme, segundo o censo realizado em 2022, é de 10 569 habitantes, com uma densidade demográfica de 37,11 habitantes por quilômetro quadrado.

## Infraestrutura
A cidade tem passado por um processo de investimento em infraestrutura urbana e de transporte, nos últimos anos. Diversas ruas tem sido pavimentadas. Um sistema de coleta e tratamento de esgoto foi criado. Diversos pontos da cidade estão sendo revitalizados, em um processo de modernização da cidade.

### Educação
A cidade conta com 2 escolas estaduais: a Escola Estadual Imaculada Conceição, de ensino médio e a Escola Estadual Solon Idelfonso, de ensino fundamental. 
Há também a Associação de Pais de Alunos Excepcionais - APAE, que atende alunos com deficiência intelectual ou síndromes associadas, e a creche Sossego da Mamãe, para crianças entre 3 e 5 anos de idade.
Destaca-se na cidade o Telecentro e a Biblioteca Municipal que oferecem internet gratuita e um acervo de livros para consulta.

## Turismo
A região conta com algumas festas religiosas, que ocorrem tanto na área urbana, como nos distritos da cidade. A principal festa da cidade, todavia, é o aniversário, que ocorre em 18 de agosto, e conta com diversos artistas nacionais.